# 7401 Toynbee
7401 Toynbee eller 1987 QW7 är en asteroid i huvudbältet som upptäcktes den 21 augusti 1987 av den belgiske astronomen Eric W. Elst vid La Silla-observatoriet. Den är uppkallad efter den brittiske historikern Arnold J. Toynbee.
Asteroiden har en diameter på ungefär 8 kilometer och den tillhör asteroidgruppen Nysa.